# Neferkare
Neferkare var ett födelsenamn på en farao som förmodligen regerade under Egyptens tredje dynasti. Tronföljden är omstridd och kontroversiell och diskuteras fortfarande inom egyptologin.
Vissa forskare tror att Neferkare är identisk med Manethos Mesochris eller Nebkare och ser honom som efterträdare till Hudjefa II och företrädare till Huni. I Abydoslistan står Neferkare som efterträdare till Sedjes och i Turinpapyrusen står på Neferkares tilltänkta plats Hudjefa. Båda dessa namn tros betyda att namnet saknades vid tiden då listorna skapades. Det finns inga samtida fynd på att det existerat en kung Neferkare under denna tiden.